# Campylanthus somaliensis
Campylanthus somaliensis är en grobladsväxtart som beskrevs av A.G. Miller. Campylanthus somaliensis ingår i släktet Campylanthus och familjen grobladsväxter. Inga underarter finns listade i Catalogue of Life.